# Abd Allah ibn Buluggin
Abd Al-lah ibn Buluggin (en árabe: عبد الله بن بلقين‎ ‘Abd Allāh ibn Buluqqīn) fue el cuarto y último rey de la taifa de Granada; ocupó el trono entre 1073 y 1090 y escribió unas famosas Memorias.

## Biografía
Miembro de la dinastía bereber de los Ziríes, sucedió a su abuelo Badis ben Habús cuando el hijo de éste, Maksan, fue descartado para ocupar el trono de la taifa granadina.
Abd Al-lah fue elegido a pesar de que su hermano Tamim era mayor que él. En la decisión influyó no sólo la suposición de que la juventud de Abd Al-lah, quien contaba entonces con 17 años de edad, lo haría más manejable por el visir de turno, sino también el hecho de que Tamim residía lejos de la corte, en Málaga.
El reinado de Abd Al-lah se inició sufriendo la presión combinada de Alfonso VI de León y Castilla y del rey de la taifa de Sevilla Al-Mu'támid, quienes unieron sus fuerzas cuando Abd Al-lah se negó a pagar las parias al rey castellano-leonés. La captura en 1075 de Córdoba por el rey de la taifa de Toledo Al-Mamún supuso un alivio para Granada pero reconquistada Córdoba por Al-Mu'támid, en 1078 Abd Al-lah debió aceptar tributar a Alfonso VI.
En 1082 Abd Al-lah fue atacado por la taifa de Málaga, gobernada por su hermano Tamim ben Buluggin. Abd Al-lah organizó un fuerte ejército y tras tomar numerosos castillos sitió la propia ciudad de Málaga, obligando a su hermano a pedirle perdón y haciéndose con parte del territorio malagueño.
En 1085 Alfonso VI tomó Toledo. Abd Al-lah junto a los reyes taifas de Sevilla y Badajoz solicitaron el auxilio de los almorávides, quienes entraron en la península ibérica en 1086 y derrotaron al rey castellano-leonés en la batalla de Zalaca. Sin embargo, viendo la debilidad de los reinos taifas por las continuas disputas entre ellos, los almorávides conquistaron la taifa de Granada en 1090. Él y su hermano fueron capturados y enviados a Marruecos.
Abd Al-lah estuvo cautivo en la ciudad de Agmat, donde escribió sus Memorias; su hermano Tamim fue enviado al sur de Sus. Nada más se supo de ellos.

## Obras
Durante su exilio en Marruecos, Abd Al-lah escribió sus memorias y una historia de la dinastía zirí de Granada. El historiador Évariste Lévi-Provençal trabajó en cinco fragmentos de estas memorias que se encontraron en la mezquita de El-Qaraouiyyîn (Fez). El principio y el final se perdieron, así como los pasajes intermedios entre los cinco fragmentos. Para Lévi-Provençal estas memorias constituyen "la suma documental más importante y menos distorsionada que tenemos de la historia de la segunda mitad del siglo XI hispano". No solo trazó la historia del reino de los ziríes, sino la organización de su corte, las relaciones de poder y las intrigas; el autor aprovechó además la oportunidad para justificar y explicar sus acciones. Por tanto, niega en su libro el cargo de haberse aliado con los cristianos contra los musulmanes, y se autodescribe como un gobernante ejemplar y un buen musulmán. Por otra parte, muestra una gran erudición en su escrito.
| Predecesor: Badis ben Habús | Dinastía de los Ziríes Reyes taifas de Granada 1073–1090 | Sucesor: Almorávides |